# 竹節蟲
竹節蟲，又稱，是節肢動物門昆蟲綱竹節蟲目（學名：Phasmatodea，或稱目）的總稱。草食性的昆蟲，以善於擬態成樹枝或樹葉著稱，可以躲過天敵。全世界約有2,500種。
體型修長，呈圓筒形，棒狀或枝狀；少數種類扁平如葉。複眼發達，單眼通常退化。翅膀通常退化；如有翅膀，前翅通常小於後翅。不完全變態，陸棲，植食性昆蟲。多數分佈於熱帶。
竹節蟲目包括了全世界最長的昆蟲——尖刺足刺竹節蟲 (Pharnacia serratipes，分佈於馬來半島)，體長(含腳)可達55.5公分。
竹節蟲目與紡足目親緣關係最接近。

## 分類
在較舊的分類中，認為竹節蟲目是直翅目的亞目。
竹節蟲分類上包含兩大重要概念，即中後足脛節端部的三角形凹陷"areola apicalis"和中節"segmentum medium"，根據是否有此三角形凹陷，可分為Areolatae以及Anareolatae。
䗛目現行分類如下：
- Agathemerodea 亞目
  - Agathemeridae 科

- Timematodea矮竹節蟲亞目
  - Timematidae矮竹節蟲科

- Verophasmatodea真䗛亞目
  - Anareolatae脛平下目/脛緣下目
    - Diapheromeridae笛竹節蟲科
    - Lonchodidae長角竹節蟲科
    - Phasmatidae竹節蟲科

  - Areolatae脛窩下目/脛棱下目
    - Aschiphasmatoidea爪齒竹節蟲總科
      - Aschiphasmatidae爪齒竹節蟲科
      - Damasippoididae （页面存档备份，存于） 科
      - Prisopodidae盈足䗛科

    - Phyllioidea葉䗛總科
      - Phylliidae葉䗛科

    - Bacilloideae稈竹節蟲總科
      - Anisacanthidae異棘䗛科
      - Bacillidae稈竹節蟲科
      - Heteropterygidae異翅竹節蟲科

    - Pseudophasmatoidea擬竹節蟲總科
      - Heteronemiidae異竹節蟲科
      - Pseudophasmatidae擬竹節蟲科

## 形態特徵[2]

### 頭部
頭部為前口式，口器為咀嚼式，上顎發達，常有複眼，而單眼則僅在一些有翅種類中發現。

### 胸部
胸部由三節組成，前胸短，中胸與後胸較長。

### 足部
竹節蟲的三對足型態相似，後足不特化，一般可分為基節、轉節、股節、脛節、附節。

### 翅
有不少竹節蟲前後翅均消失，或有不同程度的退化，當有翅時，前翅又稱複翅，甚短且多為革質，後翅常發達，有一些種類前後翅可摩擦發音。

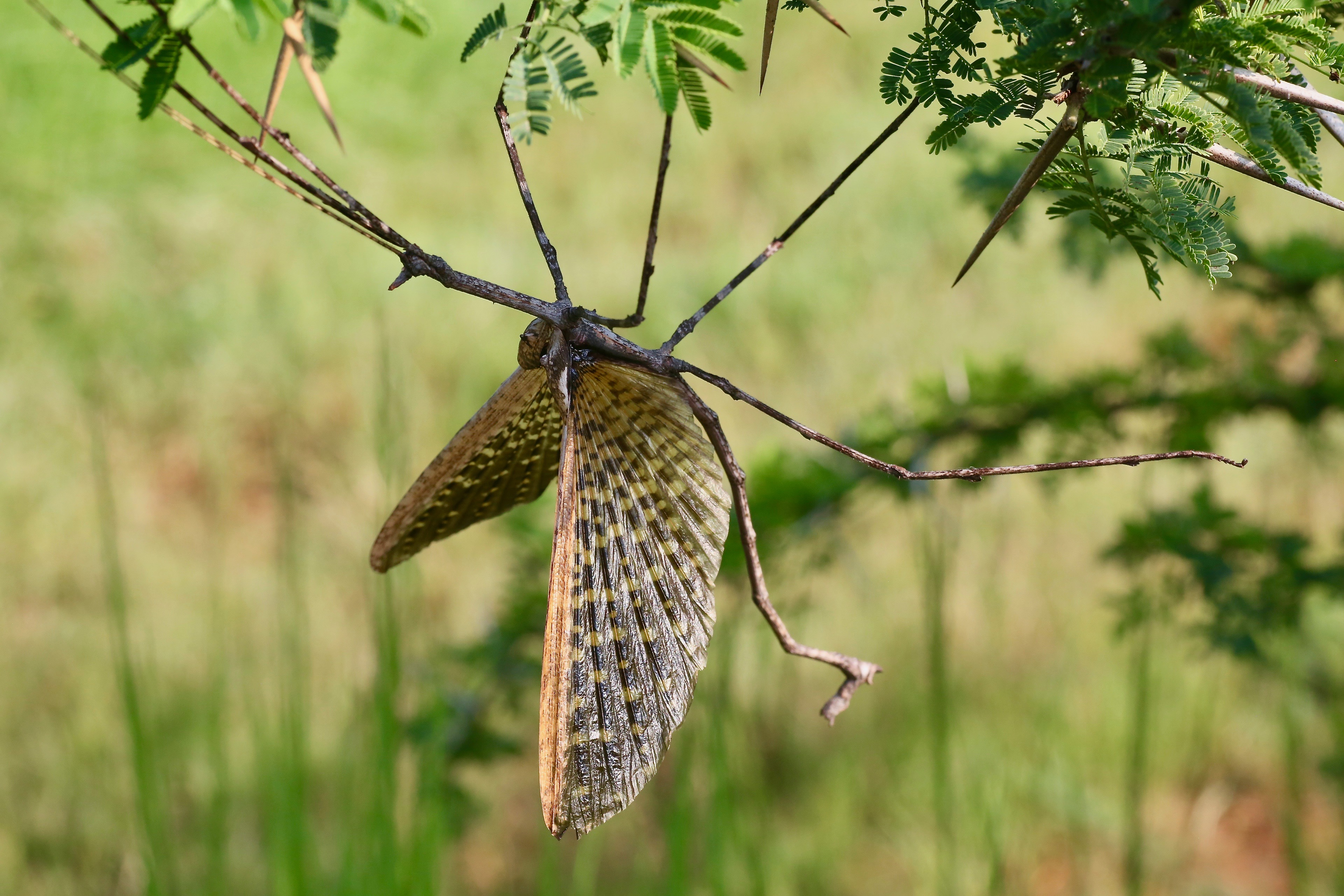
這種竹節蟲有著發達的後翅，前翅則相當小。

### 腹部
䗛目昆蟲的腹部一般由11節組成，腹部功能不同，其構造也發生變化，如第1節常與後胸緊密相連，第一腹板消失，生殖器則因兩性而異，第10節常發達，第11節則為小型肛上板及1對由腹板劃分出的肛側板為代表。

### 卵
竹節蟲的卵型態因物種而異，特徵較明顯且穩定，在分類上有著具體的應用，卵通常由卵囊和卵蓋所組成，產卵方式隨物種而異，常見有拋棄式產卵、黏附於植物孔隙或產卵於植物內部、產卵於疏鬆的沙土中等等。

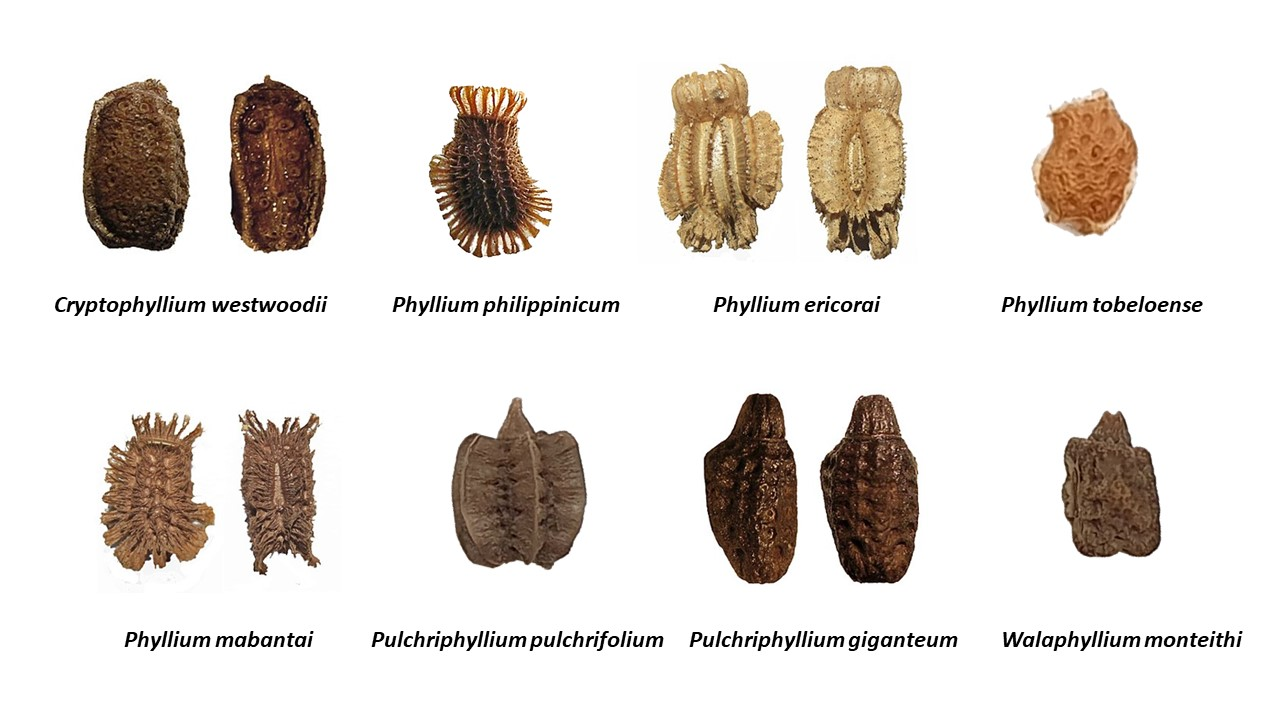
竹節蟲卵的型態各異，圖為葉䗛科不同物種的卵。

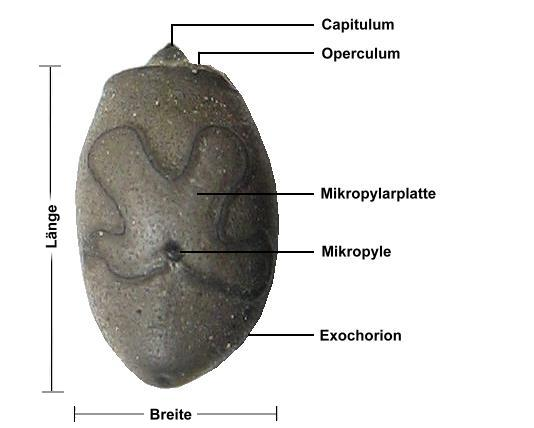
竹節蟲卵的結構

## 生理[2]

### 卵的滯育現象
一些生活在溫帶地區的竹節蟲，其卵可能發生滯育或延遲發育的現象，因此有一些卵可能會經過2年到3年才孵化，是否產下滯育型的卵可能由成蟲的光週期控制，接受到短光照更可能產下滯育期的卵。

### 食性
竹節蟲的食性因物種不同而異，有些竹節蟲為廣食性的物種，對各類植物接受度高，有些竹節蟲食性專一，僅接受特定的食草，此外，雌雄蟲、不同齡期的竹節蟲食性可能存在差異，治理蟲害時應注意。

### 脫皮
若蟲脫皮時，表皮沿著背中線裂開，若蟲先露出頭部，接著露出胸部和足，最後是腹部。

### 自割與再生
竹節蟲的附肢在脫皮或受到攻擊時可能會自割，其後的脫皮能夠將斷肢重新長出來，竹節蟲的斷肢再生為一漸變過程，再生足通常會比正常足少一節，此外，斷肢的時機也影響足的再生能力，如成蟲因為不會脫皮所以斷肢後多無再生能力。

### 繁殖
雄蟲通常比雌蟲更早進入成蟲期，且雄蟲的壽命通常較短，並非所有竹節蟲皆有雌雄蟲，許多竹節蟲物種中，雄蟲非常稀少，甚至僅有雌蟲，因此竹節蟲的生殖方式可分為孤雌生殖以及兩性生殖，有些物種可兼行之。

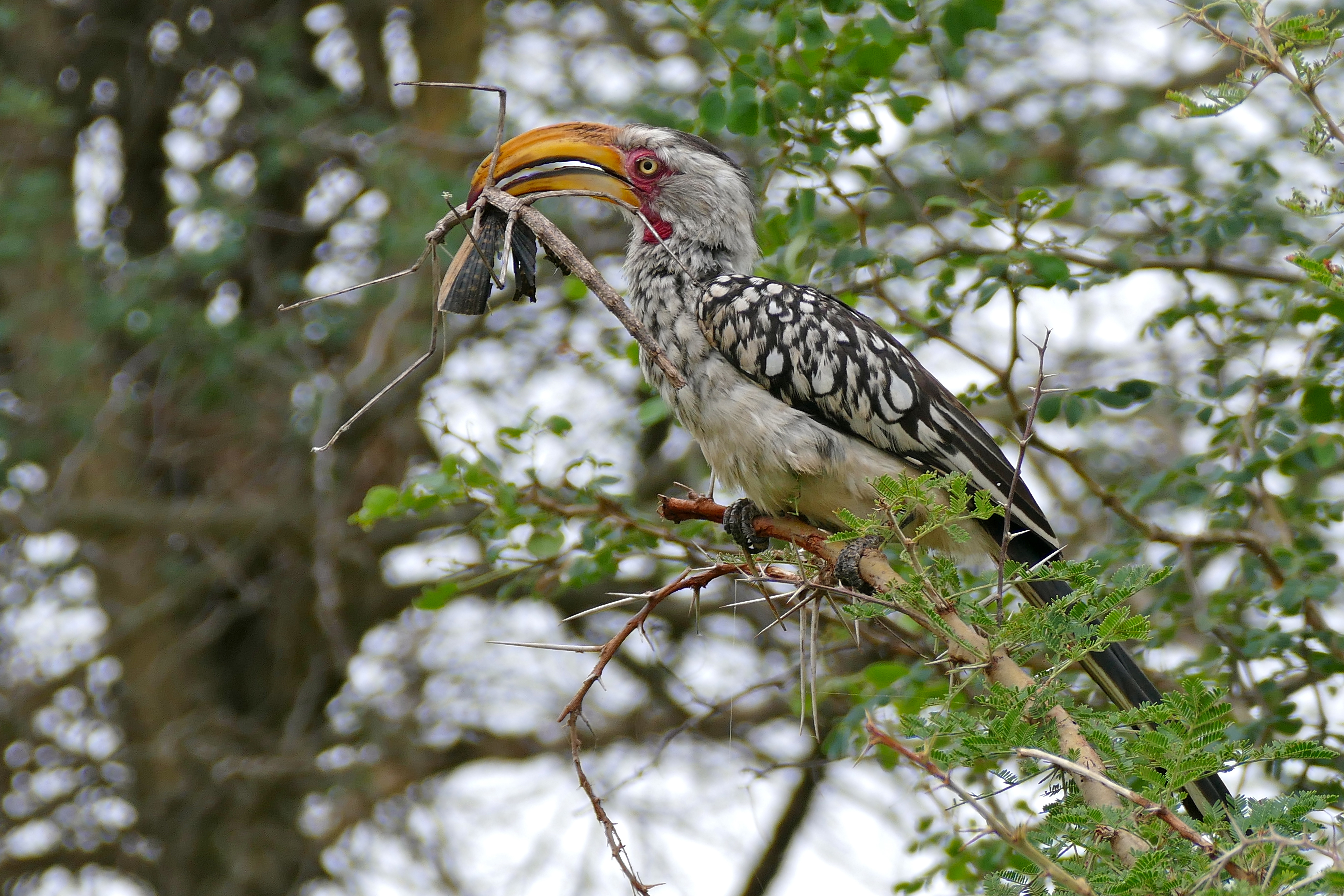
一隻被鳥類所捕食的巨大竹節蟲

## 生態[2]

### 防禦機制
竹節蟲體型細長，體色通常為棕色或綠色，有助於其隱蔽於枝葉之中，另外也有些竹節蟲形似樹葉，或具備突起，形似地衣苔癬，亦有助於其隱蔽。
有些竹節蟲會擬態為其他生物，如幽靈竹節蟲可將腹部從體背上彎向前方，擬態為蠍子。
許多竹節蟲會左右搖晃自己的身體，影響天敵的視覺，讓自己看起來更像風中的枝葉。
竹節蟲遇到天敵的刺激時也有可能會假死，這種現象隨著齡期的增加越來越明顯，在成蟲期尤其明顯。
竹節蟲也可能具備特別的防禦機制，例如展開鮮豔的後翅以驚嚇敵人、以後足股節上的尖刺反擊、或是釋放刺激性的氣體等。

### 天敵
竹節蟲的天敵相當多，如鳥類、鼠類、爬蟲類、蜘蛛和其他捕食性的昆蟲皆可能為竹節蟲的天敵，此外，竹節蟲從卵到成蟲期皆有寄生性的蜂類及蠅類天敵，但目前相關的研究尚缺乏。

### 習性
竹節蟲通常飛行能力差勁，既使是有翅的種類也多依靠滑翔移動，幼齡的竹節蟲喜好取食嫩葉，隨著齡期增長可能有轉往樹木上部取食的習性。

## 化石
2014年时，在内蒙古热河生物群中发现有1.26亿年历史，最古老的竹节虫化石。
目前已知地球上至少有9科䗛目昆蟲已經滅絕，翅的特徵構造為其重要分類依據。

## 與人類的關係

### 蟲害
竹節蟲屬於森林型害蟲，一但爆發時會大面積啃食林木葉片，從而導致幼樹死亡及大樹枯萎。
台灣在日治時期時曾試著栽培棉花，但因為棉桿竹節蟲的大規模危害而作罷。

### 經濟價值
有些竹節蟲由於外型特殊，可能被作為寵物飼養，收藏家也有可能收集其標本，在標本市場上有一定地位。

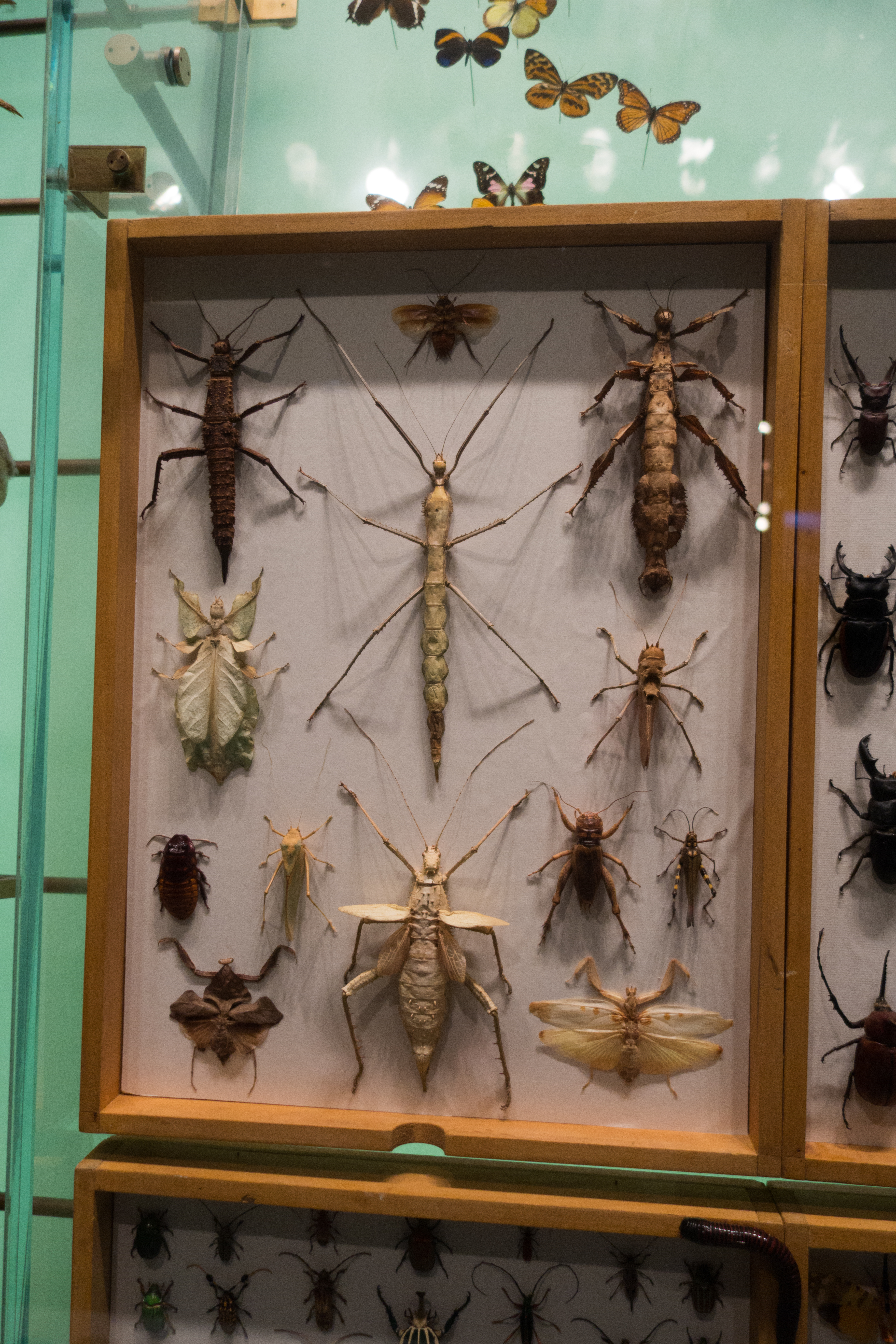
一箱昆蟲標本

### 保育
有一些竹節蟲因棲息地的破壞，或商業採集等因素，其生存受到威脅，如台灣的津田氏大頭竹節蟲，由於其棲息地限縮在綠島及墾丁的海岸，極容易因環境的開發而滅絕，因此被定為二級保育類動物。

## 圖集

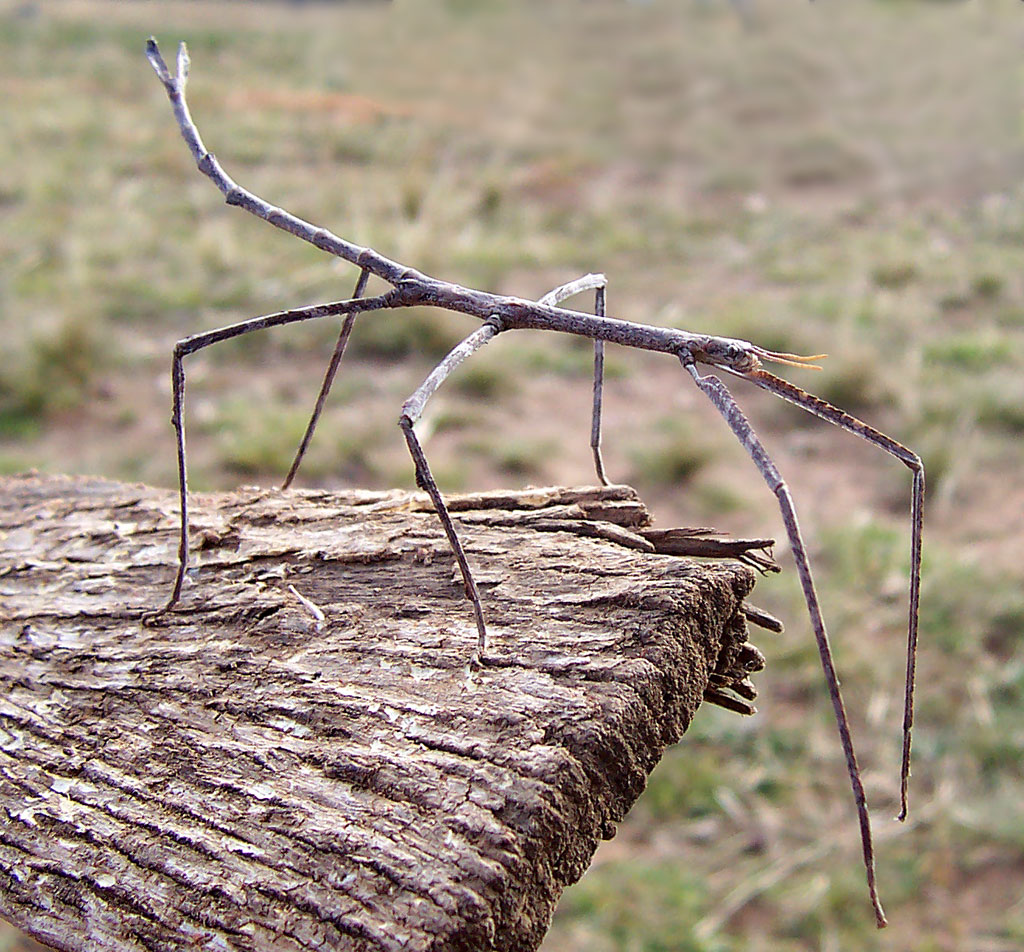
Ctenomorpha chronus
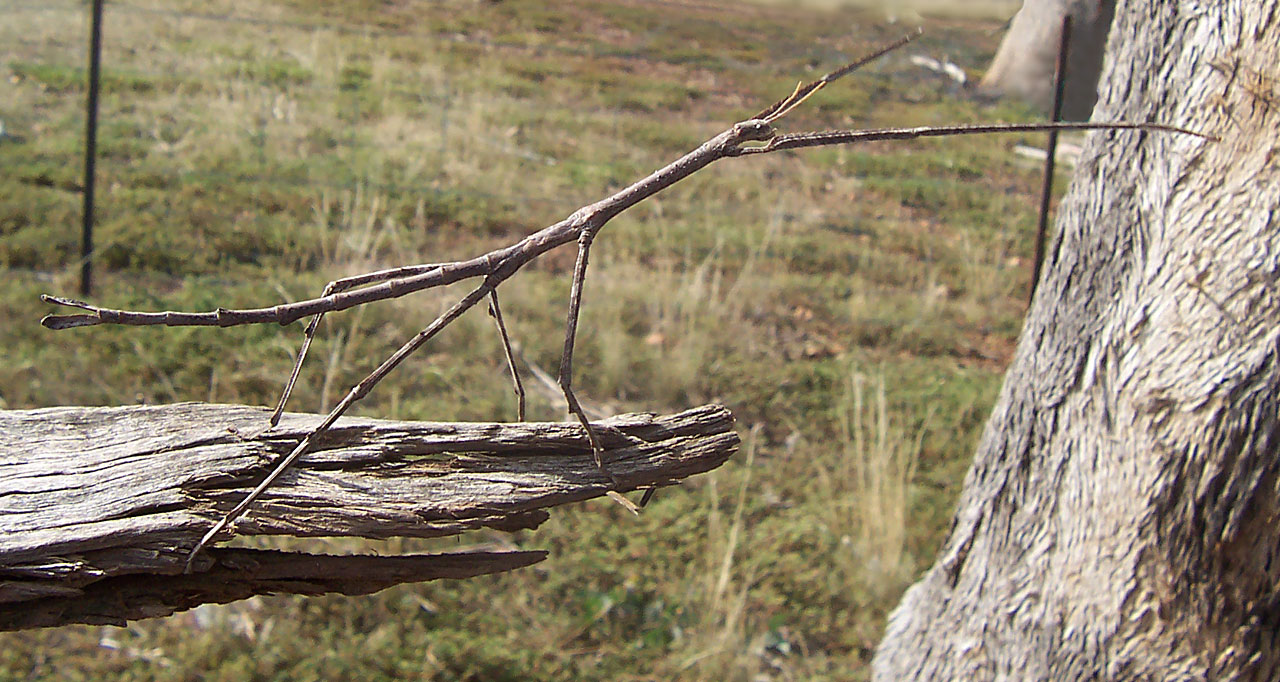
Ctenomorpha chronus
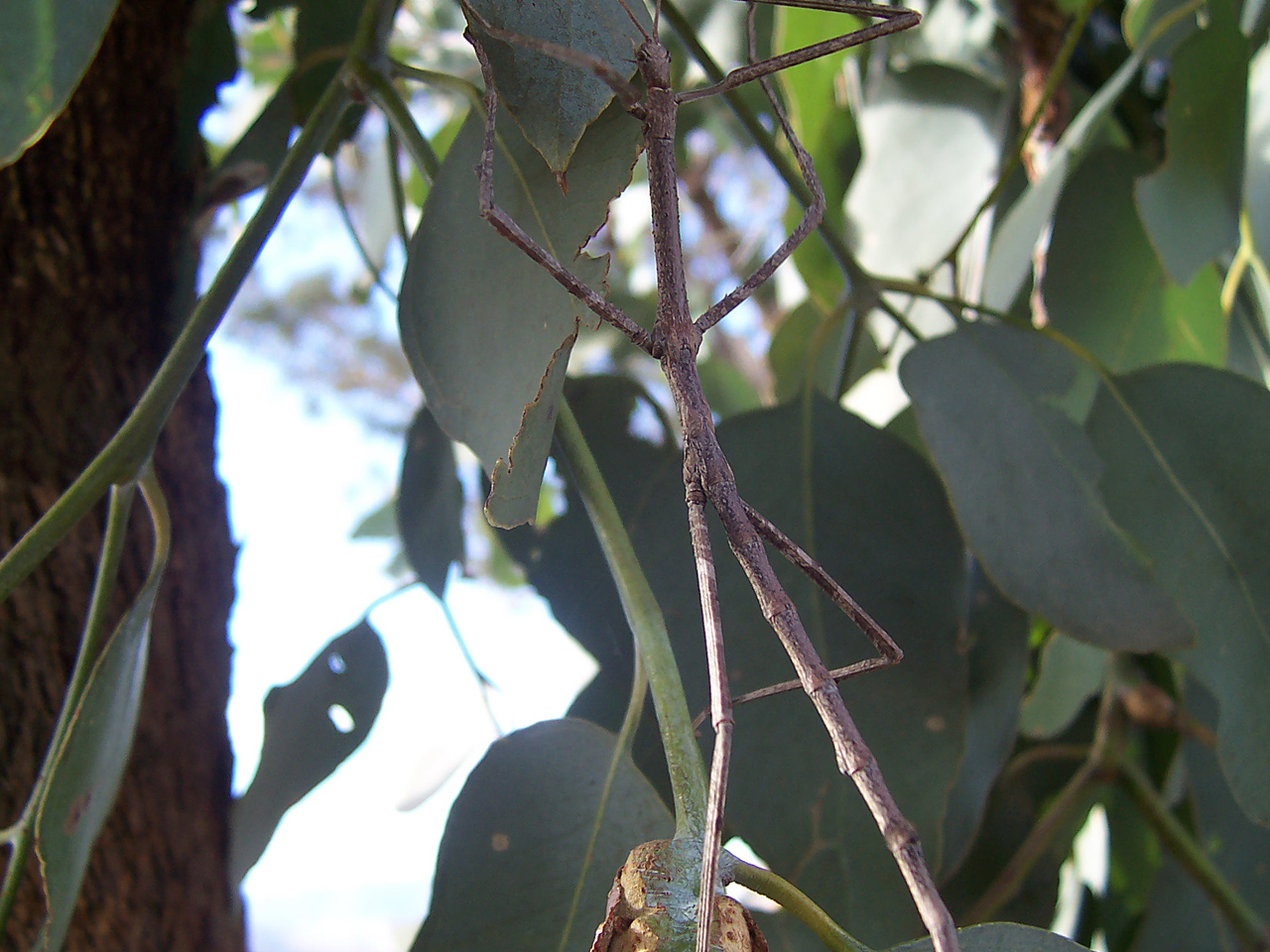
Ctenomorpha chronus